# L'economia del cittadino in villa
L’economia del cittadino in villa è un libro scritto da Vincenzo Tanara, marchese bolognese, nel 1644.
I temi principali trattati sono l'agricoltura dei campi e della vite, l'allevamento e l'utilità del porco e come gli astri celesti influiscano nella vita quotidiana con il fine di insegnare a chi non conosceva la vita rustica tutti i segreti e tradizioni della cultura contadina emiliana.

## IlTestamentum Porcelli
Il libro contiene la traduzione del Testamentum Porcelli («Il testamento del porcello»), una breve satira medievale erroneamente attribuita a San Gerolamo, dove un porcello che sta per essere macellato descrive ironicamente a chi e a quali scopi vuole che vadano le parti del proprio corpo martoriato.